# Olyra filiformis
Olyra filiformis är en gräsart som beskrevs av Carl Bernhard von Trinius. Olyra filiformis ingår i släktet Olyra och familjen gräs. Inga underarter finns listade i Catalogue of Life.